# 认知风格
认知风格是认知心理学中用来描述个人思维、知觉、记忆以及运用知识解决问题的方式的一个术语。认知风格与认知能力（水平）不同，后者可以通过能力倾向测验或所谓智力测验进行测量。对于认知风格的准确内涵仍有争议。不过，它已经是教育和管理领域的一个关键概念。如果一名学生的认知风格与教师类似，这个学生就会有更积极的学习经历，学习将会改善。同样，队员如果拥有类似的认知风格，将会使他们对于参与有更积极的感受。而认知风格的匹配将使参与者与人共事时感觉更为舒适，虽然它并不能独自保证取得胜利的结果。一些关于认知风格的概念和测量方法仍在讨论中。

## 分类[1]
按照不同的标准，认知方式可以分为
- 冲动型与沉思型
- 系列型与同时型
- 场依存型与场独立型

## 相關参见
- 学习风格
- 个体差异
- 认知科学
- 认知
- 思维